# Michel Ordener (1787-1862)
Michel, comte Ordener, né le 3 avril 1787 à Huningue et mort le 22 novembre 1862 à Paris, est un général et homme politique français.

## Biographie
Michel Ordener naquit à Huningue le 3 avril 1787, fils du général Michel Ordener (1755-1811) et de Marie-Madeleine Walter (1767-1836). Son père était alors militaire et poursuivit une brillante carrière dans les armées d'Italie avec Bonaparte, puis fit les campagnes de l'Empire jusqu'à Austerlitz. Il termina sa carrière comme général de division (24 décembre 1805), puis fut nommé premier écuyer de l'Impératrice Joséphine, et enfin gouverneur du palais impérial de Compiègne où il mourut en 1811. Fait Comte d'Empire par Napoléon, le titre passa alors à son fils Michel.
Engagé volontaire à l'âge de 15 ans, après ses études au Prytanée (Compiègne-Châlons 1800), il fut admis sur la demande de Bonaparte à l'École Militaire de Fontainebleau. Il en sortit sous-lieutenant en 1803 et affecté au 24e régiment de Dragons en Italie. Son père le prit avec lui comme aide de camp en septembre 1805 dans le régiment de Grenadiers à cheval de la Garde qu'il commandait alors. Il rejoignit avec lui la Grande Armée à Ulm.
Participant à la bataille d'Austerlitz, Michel Ordener aimait raconter comment son père, dès les premiers coups de canon qui atteignirent les Grenadiers à cheval lors de leur charge contre les Chevaliers-Gardes Russes, le sermonna quelque peu lorsqu'il s'inclinait sur sa selle pour tenter d'éviter les boulets : « tu salues l'ennemi, lui dit-il, c'est ton droit, tu le vois pour la première fois ; mais n'oublie pas que c'est là une politesse qu'un homme d'honneur ne renouvelle jamais ! ». C'est au cours de cette fameuse charge que le jeune officier, qui avait eu son cheval tué sous lui, fut enveloppé de toute part par les Chevaliers-Gardes. Avec impétuosité, il en renversa trois sous son sabre, mais fut heureusement dégagé et sauvé par le capitaine Walter, son oncle maternel, arrivé à temps à la rescousse.
Cette action lui valut la croix de chevalier de la Légion d'honneur (14 mars 1806).
Sur recommandation de son père, le grand maréchal Duroc le prit ensuite sous son aile comme aide de camp dans son état-major, en septembre 1806. C'est dans les rangs du 8e Hussards qu'il prit part aux grandes charges de cavalerie qui décidèrent de la victoire d'Iéna.
Mais, à sa position d'aide de camp, il préférait de beaucoup l'existence ordinaire des régiments : dès qu'il entendait le canon, il se précipitait aux côtés des combattants. C'est ainsi qu'à Eylau (8 février 1807) et à Friedland (14 juin), il donna des preuves d'une rare intrépidité. À Eylau, malgré la grave blessure qu'il reçut d'un coup de sabre à la main gauche, il continua à charger à la tête de nos Cuirassiers. Il gagna ainsi ses épaulettes de capitaine (7 avril).
Duroc connaissait bien son jeune aide de camp et n'ignorait pas que cette situation ne convenait pas à son caractère combatif. Il la remplissait malgré tout avec devoir : ce fut lui qui fut chargé, alors qu'il était en mission à Bayonne, d'aller annoncer la capitulation de Baylen à l'Empereur qui se trouvait à Bordeaux. Il  fit le trajet à franc-étrier, ne s'arrêtant que pour changer de cheval (1er août 1808), et se souvint toute sa vie de la froide colère avec laquelle Napoléon accueillit la honteuse nouvelle.
Le capitaine Ordener suivit encore Duroc en Espagne et assista à ses côtés, entre autres, au siège de Burgos et à la prise de Madrid. Puis il fut nommé chef d'escadron, d'abord au 1er régiment de Chasseurs (3 mars 1809), ensuite au 7e Cuirassiers le 3 juin suivant. Toujours à l'état-major du duc de Frioul, il fit la campagne d'Autriche où il prit part aux sanglants combats d'Abensberg, Eckmühl, Ratisbonne, Lobau et Essling.
A Wagram, Michel Ordener prit le commandement du 7e Cuirassiers à la place de son chef, le colonel Dubois, qui avait été mis hors de combat au tout début de la bataille. Il en dirigea les charges et reçut les félicitations de prince d'Eckmühl (Davout). Il avait en effet réussi à arrêter le régiment dont les cavaliers se débandaient, en proie à la terreur panique que l'artillerie adverse leur infligeait en les criblant de mitraille. En saisissant ses pistolets, il menaça de brûler la cervelle à qui refuserait de se rassembler pour continuer à combattre. Il avait 22 ans.
Le 15 août suivant, Napoléon Bonaparte lui conféra le titre de chevalier de l'Empire.

### La campagne de Russie (1812)
Lors de la campagne de Russie, le 7e Cuirassiers fut placé sous les ordres de Gouvion-Saint-Cyr, qui reçut le maréchalat après  la victoire de Polotsk (18 août). Mais ce régiment acquit surtout ses titres de gloire au cours de la funeste retraite, que ce soit à Smolensk, ou, à nouveau, à Polotsk, mais cette fois au retour de Moscou. C'est au cours de ce dernier combat que Michel Ordener, à la tête de son escadron, fut très gravement blessé. Il chargea à plusieurs reprises des régiments de cavalerie Russes huit à dix fois plus nombreux que le sien et les contraignit à une honteuse retraite. Malgré les trois coups de lance qu'il reçut à la tête, il ne cessa pas de diriger ses cuirassiers. Il eut en outre un cheval tué sous lui à cette occasion.
Malgré ce succès, le maréchal Gouvion-Saint-Cyr, menacé d'être coupé de sa ligne de retraite, dut finir par évacuer Polotsk. Il rejoignit les troupes d'Oudinot et de Victor, sous les ordres du duc de BELLUNE (VICTOR), avec la mission d'arrêter les progrès de l'ennemi sur les flancs de la Grande Armée.
Le 7e Cuirassiers était alors placé sous les ordres de général DOUMERC, dont la division reçut pour mission de contenir l'ennemi dans une ville nommée Lepel. Elle y résista héroïquement durant toute la dernière semaine du mois d'octobre 1812 dans des conditions très difficiles : en effet, les Russes tenaient une position particulièrement avantageuse sur la crête dominant la ville, cachant ainsi aux français les manœuvres qu'ils faisaient en arrière de celle-ci. Malgré cela, la cavalerie Russe fut mise en fuite à plusieurs reprises, et, bien que très supérieure en nombre, fut sabrée dans les marais en perdant ainsi plus de 200 hommes. Michel Ordener  « s'est fait remarquer par une intrépidité à toute épreuve et au-dessus de tout éloge ; il a tué trois ennemis de sa main (…) », écrira son chef, le général Doumerc. « je demande, ajoutera-t-il, le grade de colonel pour cet officier, membre de la Légion, et le propose au commandement du 3e régiment de Chevau-légers, en remplacement du colonel LEBRUN, tué le 26 octobre. La belle conduite de monsieur le comte Ordener le rend digne de cette faveur. »
Le 19 novembre 1812, le général Doumerc obtenait satisfaction : Michel Ordener était nommé colonel à la suite du 7e Cuirassiers. Il avait 25 ans !
Pendant que Doumerc résistait à Lepel, les débris de la Grande Armée se dirigeaient vers les ponts que le général Eblé avait construits sur la Bérézina dès le 26 octobre 1812 pour permettre leur retraite. La division Doumerc fut chargée de couvrir le mouvement. Le 28 octobre, le 7e Cuirassiers et son nouveau colonel se déployèrent dans les bois de Borisow et de Studianka d'où ils repoussèrent petit à petit les Russes en terrain découvert.
Là, seuls, ils chargèrent un carré de 7000 Russes et leur firent mettre bas les armes. Michel Ordener reçut un coup de feu à la cuisse gauche, et son cheval fut tué sous lui. Malgré cela, il anime ses soldats du geste et de la voix. Il culbute à leur tête les premiers rangs de l'infanterie moscovite, les enfonce, les disperse, et fait plusieurs milliers de prisonniers. Les Russes abandonnent  le champ de bataille… La route est ouverte, et le salut de ce qui reste de la Grande Armée provisoirement assuré.
Mais le pire ennemi de cette épopée restera le froid, très intense : il tue chaque jour beaucoup plus que les ennemis qui ne font plus désormais qu'harceler les fuyards. Les hordes de Cosaques attaquent comme des meutes de loups, et se retirent aussitôt. Malgré ses blessures, Michel Ordener sera pourtant l'un des survivants de cette terrible campagne, grâce à sa robuste constitution et à l'énergie de son caractère. Privé de monture, il s'entourait les jambes de peaux, et, dès l'aurore, marchait sans s'arrêter jusqu'au soir, parcourant de 30 à 40 Kilomètres chaque jour.
À la fin de l'année 1812, le 7e Cuirassiers pouvait être considéré comme anéanti.

### La fin de l'Empire (1813-1815)
Le 11 mars 1813, le colonel Ordener fut nommé à la tête du 30e Dragons. C'est avec lui qu'il participera à toutes les campagnes de Prusse, de Saxe, sur les bords de l'Elbe, de l'Elster et de France. Il prit une belle part aux dernières victoires de la France, en maintenant la réputation de son nouveau régiment à la hauteur de celle que le 7e Cuirassiers avait atteinte sous ses ordres : à Jaüer (29 mai), il eut à nouveau un cheval tué sous lui. À Dresde (août 1813), il culbute et sabre les Dragons autrichiens, puis charge leurs fantassins, rompt leurs carrés et les met en déroute. Il leur enlève 5 000 prisonniers et 9 pièces de canon.
Ordener fut récompensé de ces faits d'armes par une promotion au grade d'officier de la Légion d'honneur (5 septembre).
L'étoile de l'Empire continuait cependant à pâlir : Michel Ordener fut amené à couvrir énergiquement la retraite de la bataille de Dresde, puis, jusqu'à Mayence, celle de Leipzig (dite « bataille des Nations » (18 octobre)), qui fut un désastre pour la France.

### 1814: l'entrée des alliés dans Paris
Napoléon, définitivement refoulé sur le Rhin, se trouvait réduit à son tour à défendre le sol de la France. Le colonel Ordener prit donc part aux opérations, à la victoire de Montereau (février 1814) avec un régiment de marche, puis fut attaché au 6e corps du Maréchal Marmont, duc de Raguse, chargé d'organiser le repli sur Paris.
Ordener prit position sur les Butte Chaumont, qu'il défendit avec acharnement (une poignée de jeunes élèves de l'École Polytechnique s'illustra notamment par sa bravoure au cours de ces combats). C'est là qu'il reçut l'ordre du duc de Raguse de mettre bas les armes. Ordener dirigea alors ses troupes sur Essonne (31 mars 1814) pour y attendre les ordres de l'Empereur. Le 4 avril, le général Bordesoulle, de l'état-major de Marmont, réunit les officiers à dîner, puis leur donna l'ordre de faire route vers Paris dès trois heures du matin, afin d'accompagner l'Empereur, dont le corps du maréchal formerait l'avant-garde. Comme ses collègues, Ordener mit ses troupes en marche à l'heure dite. L'aube point lorsqu'il parvient à la hauteur de Petit-Bourg. Mais là, de chaque côté de la route, les troupes alliées les attendent, l'arme au bras ! Elles rendent les honneurs militaires et sonnent les fanfares… Marmont a trahi ! et, comble d'outrage, ordre est donné de répondre au salut ! La rage au cœur, Ordener lance à ses soldats : « si mes Dragons tirent le sabre, ce sera pour charger ! ». Et il leur interdit de mettre le sabre à la main. La route se poursuit jusqu'à Versailles, que l'armée étrangère a eu la pudeur de faire évacuer à l'approche des français. Avec ses camarades officiers, Ordener décide de poursuivre jusqu'à Paris, pour rejoindre l'Empereur. Marmont l'arrête à Trappes et le menace du Conseil de Guerre « pour usurpation de commandement ». L'échange est violent : « je vous défie de mettre vos menaces à exécution, car cet acte fera connaître à la France entière votre vile et lâche trahison, dont vous serez à jamais déshonoré »
Mais Napoléon a abdiqué. Le 6e corps est dirigé sur la Normandie, et le colonel Ordener mis en inactivité. Il a alors 27 ans.
Cette affaire eut une suite : il se rendit à Paris chez le maréchal Marmont pour s'expliquer avec lui sur la mesure dont il venait d'être l'objet. L'entretien fut animé et s'échauffa : à une nouvelle menace de le faire passer en Conseil de Guerre, Ordener tira son sabre et le planta avec force dans le parquet (la trace de ce geste resta paraît-il très longtemps dans l'hôtel de la duchesse de Raguse, rue de Paradis-Poissonnière), en s'écriant « encore un coup, et je vous en défie ! ». La décision fut maintenue, et le 30e Dragons licencié le 29 juillet 1814.
Quelques mois plus tard, le Ministre de la Guerre le plaça comme colonel à la suite du 15e Dragons et il reçut la croix de Chevalier de Saint Louis (25 décembre 1814).

### Les Cent-Jours
Dès son retour de l'île dElbe, Napoléon s'empressa de comprendre Michel Ordener parmi les colonels de ses troupes réorganisées : le 29 mars 1815, il prit le commandement du 1er régiment de cuirassiers.
Puis ce fut Waterloo (18 juin 1815). Le régiment d'Ordener compta parmi ceux qui s'y remplirent de gloire. Mais Michel eut la douleur de perdre son jeune frère Gaston, qui mourut quelques jours plus tard des suites des graves blessures qu'il avait reçues au cours de l'ultime bataille de l'Empereur.
Vaincus, les soldats des Cent-Jours, après la nouvelle et dernière abdication de Napoléon, prirent leurs cantonnements sur la Loire. Haïs du nouveau gouvernement, ils furent licenciés à partir du 3 juillet 1815.

### En disgrâce
Condamné à l'inaction, le colonel Ordener consacra les quinze années de la Restauration à sa famille. Loin des villes où il n'aimait pas séjourner, il se rendait tour à tour près de sa mère dans ses propriétés de Trousseau et de la Bricqueterie à Ris-Orangis, ou en Mayenne, dans son château de Thuré (la Bazouge des Alleux) où il se plaisait à diriger lui-même les travaux de la campagne.
Il prit part à la vaste conspiration militaire de 1820 aux côtés de Grouchy, Daumesnil, Vandamme, Clausel, Pajol et Chastel, mais la mort de l'Empereur, en 1821, fit avorter leur projet de renverser la royauté. Désormais, il refusa de s'associer à toute entreprise de ce genre qui risquait de faire se battre des français entre eux. Il fit ainsi savoir au Ministre de la Guerre que son épée demeurait toujours au service de la France. Mais la décision devait recevoir l'aval du principal aide de camp du duc d'Angoulême, qui n'était autre que le général Bordessoulle… On devinera pourquoi elle resta sans résultat !

### Le retour aux armes
La Révolution de 1830 fut pour les soldats de l'ex-armée impériale le signal d'un retour en grâce : l'opinion publique désigna ceux de 1814 et de 1815 au choix du nouveau gouvernement. Rappelé par le maréchal Gérard, le colonel Ordener se vit rendre le commandement du 1er Cuirassiers, où les glorieux souvenirs de Waterloo étaient encore vivants, et qui accueillit son ancien chef par de vives démonstrations de joie. Il le réorganisa et porta son effectif de 350 à 900 cavaliers. Il se battit en Belgique (août 1831, décembre 1833) avec une grande vaillance.
Le 3 avril 1831, Michel Ordener fut nommé maréchal de camp (général de brigade) et appelé au commandement du Maine et Loire où la situation politique, comme dans tout l'Ouest, inspirait des inquiétudes au gouvernement. Il prit les dispositions nécessaires pour empêcher les tentatives de désordres. C'est ainsi qu'il fut confronté à l'insurrection légitimiste du début de 1832, suscitée par l'action des partisans de la Duchesse de Berry. Le général Ordener mena une politique à la fois conciliante et résolue qui lui évita d'avoir à réprimer un soulèvement par la force. Cette méthode de pacification fut appréciée des Angevins, sans distinction de partis. Ils reconnurent en lui la sagesse et la générosité qui permirent qu'elle se fasse rapidement et sans heurt.
Il fut nommé commandeur de la Légion d'honneur le 30 avril 1836.
Le général consacra les années de tranquillité qui suivirent au perfectionnement de l'arme dans laquelle il avait servi : il publia à cet égard, en 1841, un mémoire à l'attention du Ministre de la Guerre sur l'appauvrissement de la race chevaline en France. À ce mal, Ordener proposa la réunion des remontes et des haras. Bien placé en Maine et Loire, auprès de Saumur dont la savante École lui donna les moyens d'expérimenter ses méthodes, il joua un très grand rôle dans l'exécution du vaste projet de réforme dont il fut l'initiateur.
Le 22 avril 1846, il fut nommé lieutenant-général (général de division). En 1847, il reçut l'Inspection Générale du 3e arrondissement de la cavalerie, ce qu'il considéra comme une sorte de nouvelle disgrâce, dont il ignorait la raison. Mais la réputation du comte Ordener, la popularité dont il jouissait auprès des troupes fit que, dès le 27 février 1848, il fut appelé par le gouvernement provisoire pour une tâche infiniment délicate : il s'agissait d'organiser le licenciement de la garde municipale de Paris, et plus particulièrement de sa cavalerie. Il s'en acquitta en un temps record (moins d'une semaine), et d'une façon exemplaire.

### L'affaire de Rouen
À l'issue de la Révolution de 1848, le général Ordener fut appelé au commandement de la 14e division militaire. Il prit son commandement à Rouen le 2 avril 1848. Les troupes qui s'y trouvaient étaient placées sous le commandement du général de brigade Gérard. L'esprit des soldats lui apparut comme fort influencé par des idées « avancées », couplé d'un certain relâchement dans la discipline. Ils cherchaient, par exemple, à exprimer leur fraternité aux ouvriers rouennais dont le pénible travail leur inspirait de la compassion.
Le 9 avril fut organisée une cérémonie puérile, la bénédiction de l'« arbre de la liberté », où se retrouvèrent les autorités civiles, militaires et religieuses. Il faisait un temps exécrable, et il pleuvait à torrents. Le commandant de la place de Rouen crut bon, ses hommes ne bénéficiant pas d'abri, de donner l'ordre au détachement de se retirer. Le lendemain, l'« arbre de la liberté », coupé à la racine, gisait à terre… la classe ouvrière avait considéré ce retrait comme une désolidarisation de l'armée à son égard…
Cet incident fut exploité par les meneurs qui n'attendaient qu'un prétexte pour provoquer l'insurrection des ouvriers rouennais. Ordener fut donc amené à en réprimer les émeutes (avril 1848) . Nous retiendrons que le soulèvement de Rouen fit une douzaine de blessés dans les rangs de l'armée, 11 morts et 73 blessés dans ceux des insurgés. Cette affaire, dès qu'elle fut connue à Paris, produisit un effet extraordinaire : les ennemis de l'ordre parlèrent dans leurs journaux de « massacres et de tueries de Rouen », organisées par le « bourreau Ordener ». Ils envahirent l'Assemblée Nationale, le 15 mai 1848, aux cris de « vengeance pour nos frères de Rouen ! ». Le gouvernement ne pouvait désapprouver Ordener, qu'il avait d'ailleurs laissé sans ordres. Sa défaite l'aurait consterné, mais sa victoire l'embarrassait… La seule réponse qu'il reçut à sa demande de soutien fut la suppression de la 14e division militaire, et sa nomination comme commandant de la 16e division à Caen. Outré, avant de quitter Rouen, le 10 mai 1848, le général félicita solennellement ses troupes et la Garde Nationale qui avaient su faire cesser l'insurrection avec bravoure et discipline. Il demanda et obtint la nomination du général Gérard comme général de division, en reconnaissance de son action durant les évènements de Rouen (Gérard fut ensuite nommé à Nantes).
Enfin, le général Ordener, que de nombreux amis avaient soutenu pour sa conduite dans cette affaire, finit par obtenir, le 18 mai, l'approbation solennelle qu'il avait jusqu'alors vainement réclamée au gouvernement par son nouveau Ministre de la Guerre, le général Cavaignac. Mais Ordener crut que cette approbation avait été essentiellement acquise grâce aux requêtes qu'il avait formulées pour les promotions des officiers qui l'avaient assisté lors des émeutes de Rouen. Il en fut blessé, et s'adressa fièrement à Cavaignac en ces termes :
« Citoyen Ministre,
Je n'ai jamais entendu imposer à personne l'obligation de m'adresser des éloges ; à aucune époque de ma longue carrière, je ne me suis abaissé à en solliciter »
La réponse de Cavaignac fut, le 24 octobre suivant, de lui conférer la dignité de grand officier de la Légion d'honneur, mettant ainsi un terme à toute polémique quant à l'attitude d'Ordener dans l' « affaire » de Rouen.

### Le repos du guerrier
Les trois années qui précédèrent la prise du pouvoir par le Prince Président, le 2 décembre 1851, furent consacrées par le général Ordener, chargé de l'Inspection Générale des dépôts de remonte du 12e arrondissement de cavalerie, à la passion qu'il avait déjà employée dans le Maine et Loire à l'amélioration des races chevalines défectueuses.
Mais l'homme d'honneur qu'il était devait une nouvelle fois être meurtri par la médisance : les journaux de Nantes, au moment du départ en retraite du général Gérard, lui attribuèrent, sans faire mention d'Ordener, les honneurs d'avoir défait les insurgés rouennais. Lorsqu'il l'apprit, Michel Ordener refusa de le croire. Mais Gérard n'apporta ni correction, ni démenti. Était-ce bien ce même Gérard qui, le 8 juillet 1848, lui écrivait :
« …ces actes, mon bien cher général, rappelleront les ordres précis que vous avez donnés pour briser les premières révoltes. Le succès a couronné vos efforts. Tout ce qu'un de vos lieutenants peut souhaiter, c'est que le Ministre fasse pour vous ce qu'il a fait pour moi, sur votre demande… » ?
Enfin, le général Ordener fut admis, dès le début de 1852, à l'État-major Général. Il quitta alors le commandement de la 16e division militaire, dont le siège fut rétabli à Rouen.

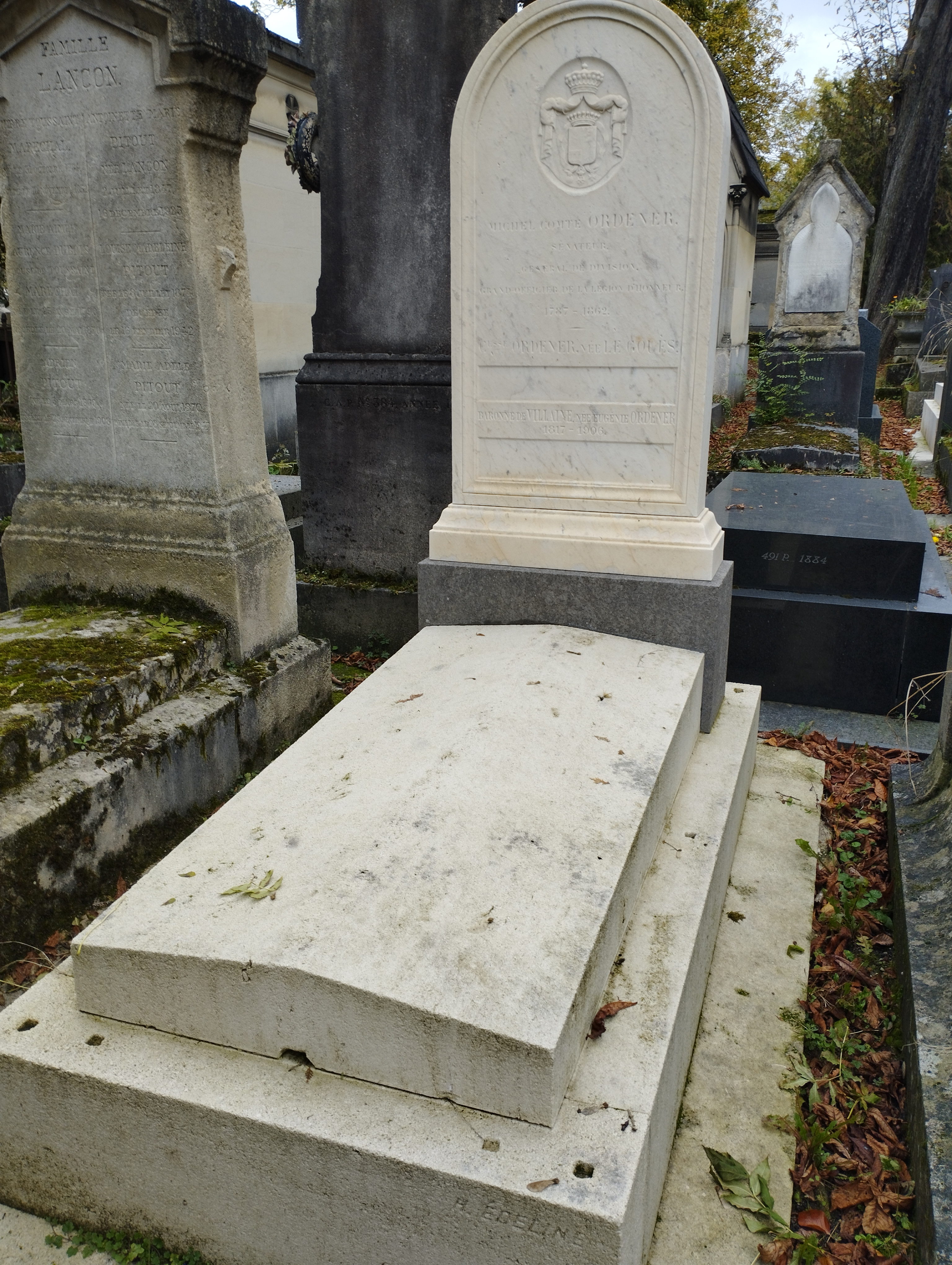
Tombe de Michel Ordener au cimetière du Père-Lachaise (division 44).

Il prit sa place au Sénat, où il fut nommé le 26 janvier 1852. Napoléon III s'acquittait ainsi d'une dette de famille qui consacrait ainsi « la ressemblance de sa carrière avec celle de son valeureux père »
À 65 ans, le général retourna avec joie aux occupations qu'il n'avait jamais cessé d'aimer : les travaux de la campagne. Levé dès l'aurore, il présidait lui-même à la distribution des tâches de chaque jour, s'employait à trouver les meilleures méthodes. Il fut récompensé par des prix exceptionnels obtenus au concours d'Ébreuil, en 1860. Entre les sessions du Sénat, il courait s'enfermer dans ses terres des Versannes, en Auvergne. Il suivait avec intérêt ce qui se passait sur les champs de bataille du second Empire, attristé parfois de la fin prématurée de ceux qu'il avait lui-même formés, dont, par exemple, l'intrépide Marolles, son gendre, tombé sous les murs de Sébastopol. Mais celui qui avait dompté, de par sa robuste constitution, là les terribles froids de la campagne de Russie, là encore les soleils brûlants de l'Espagne, celui qui était marqué des blessures de ses quinze années de bravoure auprès de l'Empereur, celui qui avait surmonté la disgrâce et la calomnie et qui avait toujours repoussé leurs atteintes, finit par être terrassé par les longues épreuves d'une maladie sans remède. Sur son lit de mort, rue Jacob à Paris, on le vit encore une fois se redresser et essayer le geste du combat ; avec une énergie étonnante, il s'écriait : « en avant, jeunes soldats ! ». Ce furent ses dernières paroles, le 22 novembre 1862, avant de rendre le dernier soupir.
Il avait demandé que ses funérailles ne reçoivent aucun des honneurs dus à sa position dans l'armée ou au Sénat. Il en reçut malgré lui.
Il est inhumé au cimetière du Père-Lachaise (44e division).

## Distinctions et décorations
- Page de l'Empereur (15 août 1809)
- Comte de l'Empire (30 août 1811)
- Chevalier de la Légion d'honneur (14 mars 1806)
- Officier de la Légion d'honneur (5 septembre 1813)
- Grand officier de la Légion d'honneur (24 octobre 1848)
- Chevalier de l'ordre royal et militaire de Saint-Louis (10 décembre 1814)

## Sources
- « Michel Ordener (1787-1862) », dans Adolphe Robert et Gaston Cougny, Dictionnaire des parlementaires français, Edgar Bourloton, 1889-1891 [détail de l’édition]
- Henry Lot, Archiviste aux Archives nationales. "Les deux Généraux Ordener". (R.Roger et F.Chernoviz) 1910.
- Dominique Tertrais, Archives familiales. Ouvrage " Histoires, Légendes et trésors des terres très creusées"